# Arês
Arês este un oraș în Rio Grande do Norte (RN), Brazilia. 